# 欧文·道尔

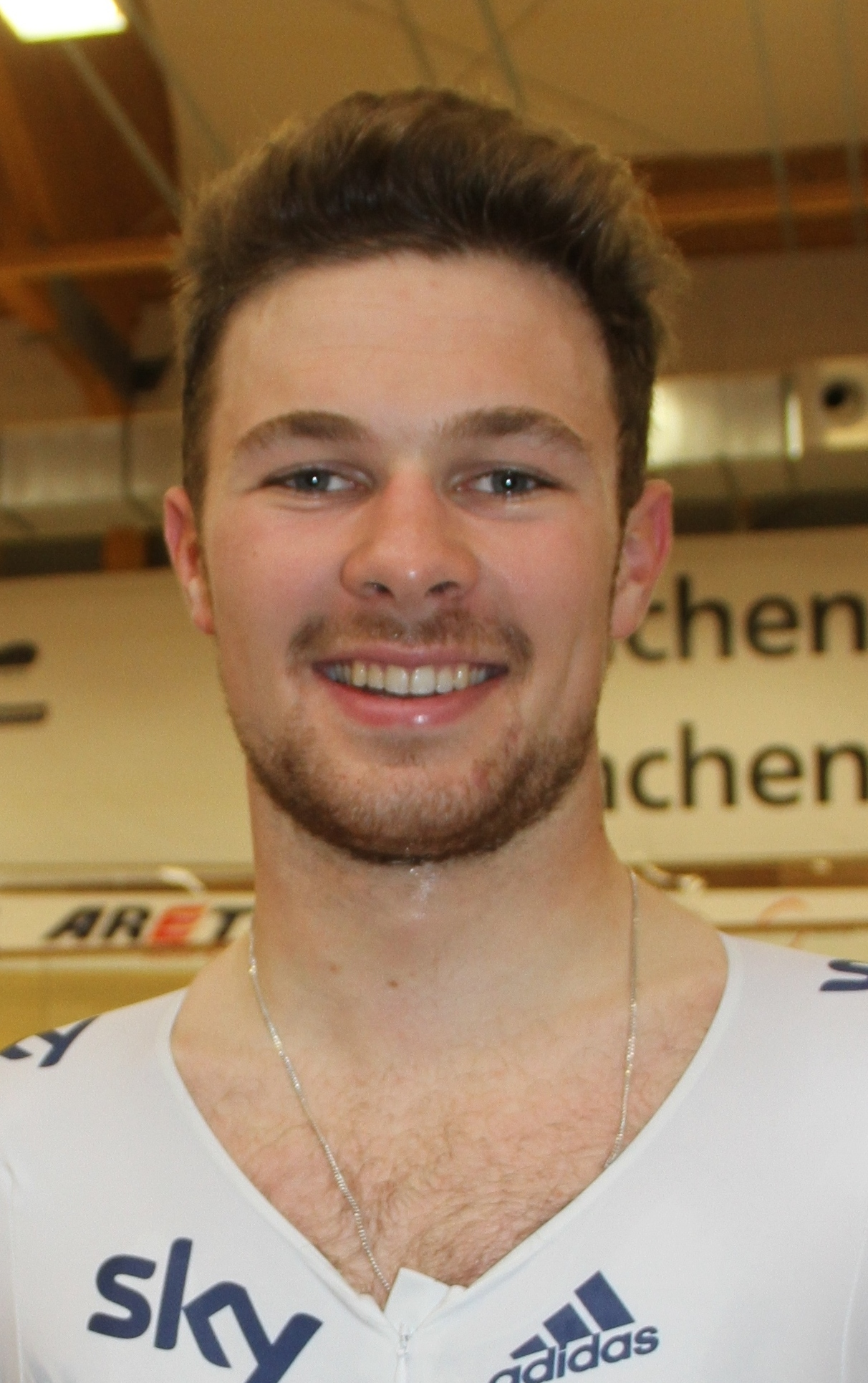
欧文·道尔

欧文·道尔，MBE（1993年5月2日—），是一名威尔士男子公路和场地自行车运动员，2017年开始效力于天空车队。道尔曾在里约热内卢的2016年奥运会赢得男子团体追逐赛的金牌。